# Hjulstilling
Til at beskrive lokomotiver ud fra Hjulstillingen (akselrækkefølgen eller koblingen af hjulene) på forskellige lokomotiver anvendes flere systemer:
- UIC klassifikation også kaldet det kontinentale, det europæiske – anvendes om nyere lokomotiver i Europa inkl. Storbritannien.
- AAR hjulstilling – anvendes om nyere lokomotiver i USA og Canada.
- Whyte notation også kaldet det angelsaksiske – anvendtes tidligere i Storbritannien. Whyte notation blev hovedsageligt anvendt på ældre lokomotivtyper som f.eks. damplokomotiver.

Det europæiske system er det, der har været anvendt i Danmark. I det europæiske system angives hjulstillingen med en kombination af tal og bogstaver, der skelner mellem drivhjul og løbehjul (lokomotiver). Det angelsaksiske system anvender alene en talkombination.

## UIC eller kontinental hjulstillingsklassificering
Følgende beskrivelse dækker det kontinentale / europæiske system.

### Koblede drivhjul
Drivhjulene på et lokomotiv betegnes med et bogstav. Hvis det er et damplokomotiv med tre drivende hjulsæt angives dette med bogstavet C.
Eksempel: et damplokomotiv med fire trækkende hjulsæt betegnes da D-koblet.

### Ukoblede drivhjul
Hvis et lokomotiv har flere ukoblede drivhjulsæt, dvs. hver aksel har sin egen driv/banemotor, angives et lille 0 efter bogstaven. 
Eksempel: En sporvognsmotorvogn med to trækkende hjulsæt betegnes B0 eller Bo.

### Løbehjul
På mange damplokomotiver er der et eller flere hjul der ikke trækker. Disse har til formål at styre og stabilisere lokomotivet under kørslen.
Disse hjul foran og bag de trækkende betegnes med et tal som angiver antallet af hjulsæt henholdsvis foran og bagved drivhjulene.
Eksempel: DSB's litra E, der har tre koblede sæt drivhjul, en to-akslet løbebogie foran drivhjulene og et enkelt løbehjulssæt efter drivhjulene benævnes 2C1-T4, læses: to C et, fireakslet tender.
korrektur :Litra E typebestemmes  med hjul - og cylindre som : 2' C 1' h4v T 2'2'.  
Læses : 2 forløbere i en boggie - 3 faste drivhjul - 1 bagløber - tender med 2 boggier (begge 2-akslede).  Både for- og bagløber er bevægelige i lokomotivets længderetning, cylindre arbejder efter compoundprincippet, med 2 indvendige højtrykscylindre og 2 udvendige lavtrykscylindre

### Lokomotiv uden tender
Hvis damplokomotivet medbringer vand og brændsel på selve lokomotivet i stedet for i en tilkoblet tender benævnes det i Danmark tenderlokomotiv, og dette betegnes med et t. (I Norge og Sverige er dette et tank-lokomotiv, idet et tenderlokomotiv der betegner et lokomotiv med selvstændig tender).
Eksempel: DSB's litra S ville have betegnelsen 1C2t; altså et tenderlokomotiv med en løbeaksel forrest, tre trækkende hjulsæt og to løbeaksler bagest.

### Lokomotiv med tilkoblet tender
Medbringer damplokomotivet vand- og brændselsbeholdninger i en tilkoblet tender, betegner man antallet af aksler på tenderen med T efterfulgt af et antal aksler. 
Eksempel: et lokomotiv der har betegnelsen 1C2-T3, har en løbeaksel foran, tre trækkende aksler, to bagløbere og endelig en tender med tre aksler.

#### Hjulene anbragt på en bogie
Hvis hjulene sidder på en bogie eller sidder ikke i lokomotivets hovedramme, kan dette markeres med anførselstegn. 
Eksempel: hvis et lokomotiv betegnes 1C2 T2´2´, så betyder det at lokomotivet igen har én frontløber, tre trækkende aksler og to bagløbere, samt en tender med to aksler i forreste bogie og to aksler i bageste bogie.
På et diesellokomotiv eller et elektrisk lokomotiv er der som regel to bogier. På f.eks. Litra MY er der tre aksler i hver bogie, og det er så den forreste og bageste aksel på bogien der trækker. Derfor er My betegnet som A1A´A1A´-koblet. 
Litra Mz trækker på alle tre aksler i bogien og er betegnet som C0´C0´-koblet, eller til Co´Co´-koblet. At forkorte endnu mere er ikke sindful, eftersom et C´C´-koblet lokomotiv er altså et, som har alle tre hjulsæt i bogien koblede, som ved krokodilen ved de rhætiske baner i Schweiz.

## Det angelsaksiske system eller Whyte notation
I det angelsaksiske system kun anvendes tal og normalt ikke gives oplysning om evt. tender. I stedet for antal hjulsæt (aksler) angives antal hjul. DSB's litra E, der i Danmark betegnedes 2C1-T4 ville i USA blive beskrevet som 4-6-2. Foruden talsystemet anvendes også et navnesystem således at DSB's litra E i USA ville blive betegnet som Pacific

## Eksempler på typebetegnelser for forskellige hjulstillingsklassificeringer
| Dansk/kontinental (UIC) | Engelsk-Amerikansk (Whyte notation) | Amerikansk navn                          | Grafisk         |
| ----------------------- | ----------------------------------- | ---------------------------------------- | --------------- |
| 1A                      | 2-2-0                               | Planet                                   | oO              |
| 1A1                     | 2-2-2                               | Patentee                                 | oOo             |
| 2'A                     | 4-2-0                               | Crampton, Norris                         | ooO             |
| B                       | 0-4-0                               | Four-Wheel-Switcher                      | OO              |
| 1'B                     | 2-4-0                               | Hanscom                                  | oOO             |
| 1'B1'                   | 2-4-2                               | Columbia                                 | oOOo            |
| 2'B                     | 4-4-0                               | American, Eight-Wheeler                  | ooOO            |
| 2'B1'                   | 4-4-2                               | Atlantic                                 | ooOOo           |
| 2'B2'                   | 4-4-4                               | Jubilee                                  | ooOOoo          |
| C                       | 0-6-0                               | Six-Wheel-Switcher                       | OOO             |
| 1'C                     | 2-6-0                               | Mogul                                    | oOOO            |
| 2'C                     | 4-6-0                               | Ten-Wheeler                              | ooOOO           |
| 1'C1'                   | 2-6-2                               | Prairie                                  | oOOOo           |
| 2'C1'                   | 4-6-2                               | Pacific                                  | ooOOOo          |
| 1'C2'                   | 2-6-4                               | Adriatic                                 | oOOOoo          |
| 2'C2'                   | 4-6-4                               | Hudson, Baltic                           | ooOOOoo         |
| D                       | 0-8-0                               | Eight-Wheel-Switcher                     | OOOO            |
| 1'D                     | 2-8-0                               | Consolidation                            | oOOOO           |
| 1'D1'                   | 2-8-2                               | Mikado                                   | oOOOOo          |
| 1'D2'                   | 2-8-4                               | Berkshire                                | oOOOOoo         |
| 2'D                     | 4-8-0                               | Twelve-Wheeler, Mastodon                 | ooOOOO          |
| 2'D1'                   | 4-8-2                               | Mountain                                 | ooOOOOo         |
| 2'D2'                   | 4-8-4                               | Northern, Niagara (NYC)                  | ooOOOOoo        |
| E                       | 0-10-0                              | Ten-Wheel Switcher                       | OOOOO           |
| E1'                     | 0-10-2                              | Union                                    | OOOOOo          |
| 1'E                     | 2-10-0                              | Decapod                                  | oOOOOO          |
| 2'E                     | 4-10-0                              | Mastodon                                 | ooOOOOO         |
| 1'E1'                   | 2-10-2                              | Santa Fe                                 | oOOOOOo         |
| 1'E2'                   | 2-10-4                              | Texas                                    | oOOOOOoo        |
| 2'E1'                   | 4-10-2                              | Texas, Southern Pacific, Overland        | ooOOOOOo        |
| 1'F                     | 2-12-0                              | Centipede                                | oOOOOOO         |
| 2'F1'                   | 4-12-2                              | Union Pacific                            | ooOOOOOOo       |
| C'C                     | 0-6-6-0                             | Erie (Mallet-Type)                       | OOO OOO         |
| (1'C)C                  | 2-6-6-0                             | (Mallet-Type)                            | oOOO OOO        |
| (1'C)C1'                | 2-6-6-2                             | Mallet Mogul (SP), Prairie Mallet (ATSF) | oOOO OOOo       |
| (1'C)C2'                | 2-6-6-4                             | (Mallet-Type)                            | oOOO OOOoo      |
| (2'C)C2'                | 4-6-6-4                             | Challenger (Mallet-Type)                 | ooOOO OOOoo     |
| (1'C)C3'                | 2-6-6-6                             | Allegheny (Mallet-Type)                  | oOOO OOOooo     |
| D'D                     | 0-8-8-0                             | (Mallet-Type)                            | OOOO OOOO       |
| (1'D)D1'                | 2-8-8-2                             | Chesapeake (Mallet-Type)                 | oOOOO OOOOo     |
| (1'D)D2'                | 2-8-8-4                             | Yellowstone (Mallet-Type)                | oOOOO OOOOoo    |
| (2'D)D2'                | 4-8-8-4                             | Big Boy (Mallet-Type)                    | ooOOOO OOOOoo   |
| (1'E)E1'                | 2-10-10-2                           | Virginian (Mallet-Type)                  | oOOOOO OOOOOo   |
| E'E                     | 0-10-10-0                           | Heavyduty (Mallet-Type)                  | OOOOO OOOOO     |
| (2'D1')(1'D2')          | 4-8-2 + 2-8-4                       | Double Mountain (Garratt-Type)           | ooOOOOo oOOOOoo |

|  | Denne artikel om noget teknisk eller videnskabeligt kan blive bedre, hvis der indsættes et (bedre) billede. Du kan hjælpe ved at afsøge Wikimedia Commons for et passende billede eller lægge et op på Wikimedia Commons med en af de tilladte licenser og indsætte det i artiklen. |